# Erik Heil
Erik Heil (Berlino, 10 agosto 1989) è un velista tedesco.

## Palmarès

### Olimpiadi
- 1 medaglia:
  - 1 bronzo (Rio de Janeiro 2016 nella classe 49er)